# Emicònides
Els Emicons o Emicònides (alemany Emichonen) foren un llinatge medieval alemany origen d'unes quantes famílies nobles a la regió alemanya del sud-oest. Els seus membres eren segurament comtes de la dinastia Sàlica (Gaugrafen) al Nahegau. El nom és a causa del nom personal prevalent "Emich" (Emic).

## Història
El Nahegau era proper al Wormsgau i al Speyergau, possessions de la Dinastia Sàlica. El 940 Emich, un vassall del comte Conrad el Roig, rebia béns de l'abat Hadamar de Fulda al Wormsgau. Aquest Emich és l'ancestre probablement dels comtes de Leiningen, encara que la relació és dubtosa.
L'evidència segura a favor de l'Emicons apareix en 961. Un compte i cavaller de nom Emich (Emic) rebia a través d'una sentència legal d'acord amb la Llei dels francs les possessions que fins llavors havien pertangut als senyors Lantbert, a Megingoz i a Reginzó, incloent-hi Kirn i Bergen. Aquests senyors eren suposadament fills de Nortbold, un dels primers propietaris d'un castell esmentat en 926, possiblement el Schmidtburg.
Els comptes amb el nom Emich es documenten sense interrupció entre 960 i 1065. Tot i així, no s'ha organitzat fins aquí una genealogia precisa.
El comte de Nahegau Emic IV suposadament es casava abans de 1072 amb Cunegunda, la germana del comte de Trechirgau Bertold, que havia estat el fundador de l'abadia de Ravengiersburg. La família del Bertolds (o una branca d'aquesta família almenys) va desaparèixer amb ell. Emic V abandonava al voltant de 1091 el títol de Gaugraf i s'anomenava des de 1098 comte de Flonheim i el 1107 comte de Schmidtburg; la història de la família va acabar quan es van dividir en els wildgravis, raugravis i comtes de Veldenz. Un Bertold de Stromberg era aparentment el germà d'Emic V, inici d'una branca col·lateral dels Emicònides que va residir al castell Stromburg i foren protectors-defensors de Ravengiersburg.

## Branques
- Comtes de Veldez
- Wildgravis
- Raugravis
- comtes de Leiningen (línia Alt-Leiningen o Antiga)

Segons diverses teories els comtes de Sponheim també descendien dels Emicònides per via masculina